# Ewakuacja (sång)
"Ewakuacja" är en singel av den polska sångerskan Ewa Farna. Den släpptes i oktober 2010 som den första singeln från hennes tredje polska studioalbum med samma titel. Den tjeckiska versionen av låten har titeln "Toužím".

## Listplaceringar
| Lista (2010-2011) | Topplacering |
| ----------------- | ------------ |
| Polen             | 1            |